# بطولة أمم أوروبا داخل الصالات 2010
بطولة أمم أوروبا داخل الصالات 2010 (بالمجرية: 2010-es futsal-Európa-bajnokság) هو الموسم 7 من  بطولة أمم أوروبا داخل الصالات. الذي يشرف على تنظيمه الاتحاد الأوروبي لكرة القدم، وكان عدد الأندية المشاركة فيه  12، وفاز فيه منتخب إسبانيا لكرة القدم داخل الصالات.